# 艦隊

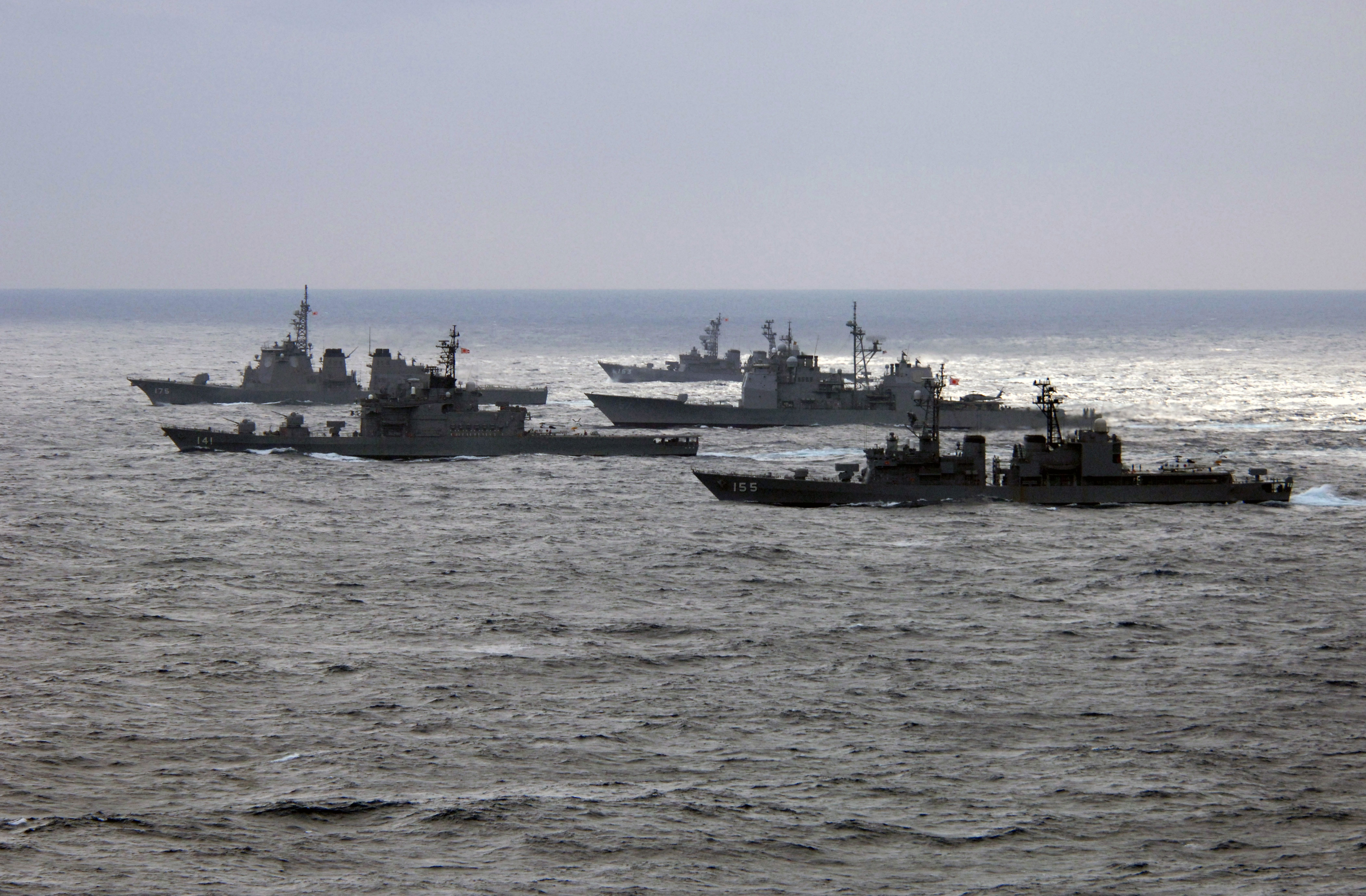
フィリピン海での海上自衛隊とアメリカ海軍の艦隊。はまぎり、はるな、ラッセル、みょうこう、ゆうぎりが写っている。

艦隊（かんたい、英: fleet）は、部隊単位の一つ。軍艦2隻以上か航空隊2隊以上、あるいは軍艦とその他の部隊で編成される。必要に応じて艦艇を編入し、必要な諸機関を付属する。英語の「fleet」は、古英語の「flēot（船）」に由来する。

## 日本

### 大日本帝国海軍

#### 制度
1871年（明治4年）10月28日、海軍規則を以て艦隊編制の方法が「艦隊は軍艦十二隻を以て大艦隊となし、八隻を以て中艦隊となし、四隻を以て小艦隊となす」と定められ、1873年（明治6年）の海軍概則ではこれに加えて小艦隊ごとに運送船一隻を付属することを定めた。1872年（明治5年）には最初に中艦隊を編成するが、同9年に廃止し、また1882年（明治15年）に11隻の軍艦で中艦隊を編成し、1885年（明治18年）には「常備小艦隊」、1889年（明治22年）に「常備艦隊」として改編された。
1889年（明治22年）7月23日に「艦隊条例」（明治22年7月23日勅令第100号）が制定される。これによると、艦隊は3隻以上の軍艦を以て編成されるものとされた。もっとも、1897年（明治30年）の改正（明治30年10月11日勅令第356号）で、2隻以上の軍艦を以て編成されるものと改正された。

#### 一覧
航空艦隊を除いた艦隊
- 連合艦隊
  - 第一艦隊
  - 第二艦隊
  - 第三艦隊
  - 第四艦隊
  - 第五艦隊
  - 第六艦隊
  - 南遣艦隊
- 支那方面艦隊
- 海上護衛総司令部

### 海上自衛隊
海上自衛隊では「隊」・「隊群」・「艦隊」の部隊単位が設けられており、いずれも複数の護衛艦で編成される。
1. 「艦隊」：司令官は海将。
2. 「群」：護衛隊群司令は海将補。
3. 「隊」：護衛隊司令は1等海佐。

この「艦隊」の単位には以下がある。
- 自衛艦隊（Self Defence Fleet）
  - 護衛艦隊（Fleet Escort Force） - 4個護衛隊群等からなる。
  - 潜水艦隊（Fleet Submarine Force）- 2個潜水隊群等からなる。
- 練習艦隊（Training Squadron）

海上自衛隊の部隊のうち、自衛艦隊（Self Defence Fleet）だけが語尾に「Fleet」、護衛艦隊（Fleet Escort Force）及び潜水艦隊（Fleet Submarine Force）は、アメリカ海軍におけるタイプ部隊に相当するため、語頭に「Fleet」語尾に「Force」を付けて英訳されている。

## アメリカ海軍
- 太平洋艦隊
  - 第3艦隊 - 東太平洋方面
  - 第7艦隊 - 西太平洋方面
- 大西洋艦隊
  - 第2艦隊
  - 第4艦隊 - 1950年に消滅したが、2008年7月に再編成された。
- その他
  - 第1艦隊 - かつて存在していたが、1973年に第3艦隊に編入され消滅した。現在、南太平洋およびインド洋を担当する艦隊として編成計画が進行中。
  - 第5艦隊 - 中東方面
  - 第6艦隊 - 地中海方面
  - 第10艦隊 - 電子戦やサイバー戦を担当する部隊。

## イギリス海軍
イギリスでは海軍全体で単一の艦隊編成であるが、複数の艦隊が存在した時代もある。
- 本国艦隊
- 太平洋艦隊
- 東洋艦隊
- 地中海艦隊

## ロシア海軍
- バルチック艦隊
- 黒海艦隊
- 太平洋艦隊
- 北方艦隊
- カスピ小艦隊

## 中国人民解放軍海軍
- 北海艦隊
- 東海艦隊
- 南海艦隊